# Puig de Randa
El puig de Randa o puig de Cura és la muntanya principal i que dona nom al massís de Randa de 543 m. Està situada entre els municipis d'Algaida i Llucmajor.
Al cim es troba el santuari de Cura, a la falda les ermites de Gràcia i Sant Honorat i al peu la localitat de Randa. A més, és conegut per ser el lloc on es va retirar espiritualment Ramon Llull.
Al cim del puig de Cura s'hi celebrava la benedicció dels fruits.
Un esperó important d'aquesta muntanya és el puig de Son Reus, de 501 m d'altura.

## Rutes d'ascensió
L'ascensió més comuna és a través de la carretera que parteix de Randa i passant per tots els santuaris del puig finalitza al de Cura.
Una ruta alternativa és la que s'endinsa pel bosc d'Albenya, continua pel camí del bon pastor i surt al cim a entre les penyes del Colomer i el morro d'en Moll.

## Llegendes
La preeminència del puig de Randa sobre el Pla i la Marina de Llucmajor fa que la tradició popular l'hagi relacionat amb diverses llegendes.
- La primera fixant-se en la seva forma explica que un gegant d'Alger volgué viatjar fins a Mallorca amb els dos peus sobre dos vaixells i carregat amb una senalla de terra sobre el cap. Quan arribaren a Cabrera cada vaixell la passà per un costat diferent i el gegant es desequilibrà perdent la senalla que romangué capgirada formant el puig.
- Una altra conta que el puig es troba buit per dins i aguantat per quatre columnes d'or, de les quals tres es troben trencades i la que resta esquerdada. A més la llegenda preveu que quan totes quatre es trobin trencades el puig caurà i arrossegarà Mallorca dins la mar.

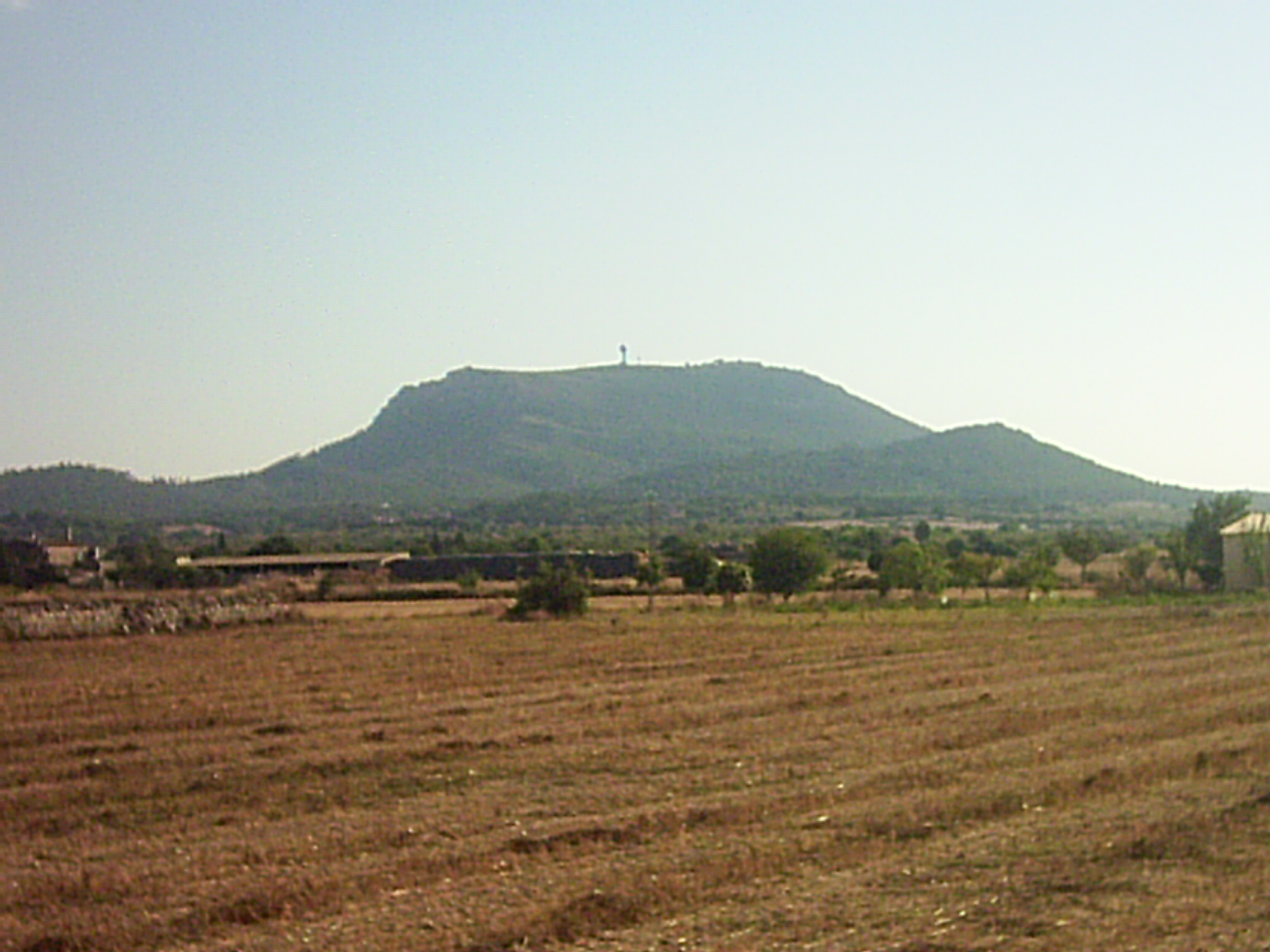
En primer pla el puig d'en Bord i a darrere el puig de Randa, des de Montuïri
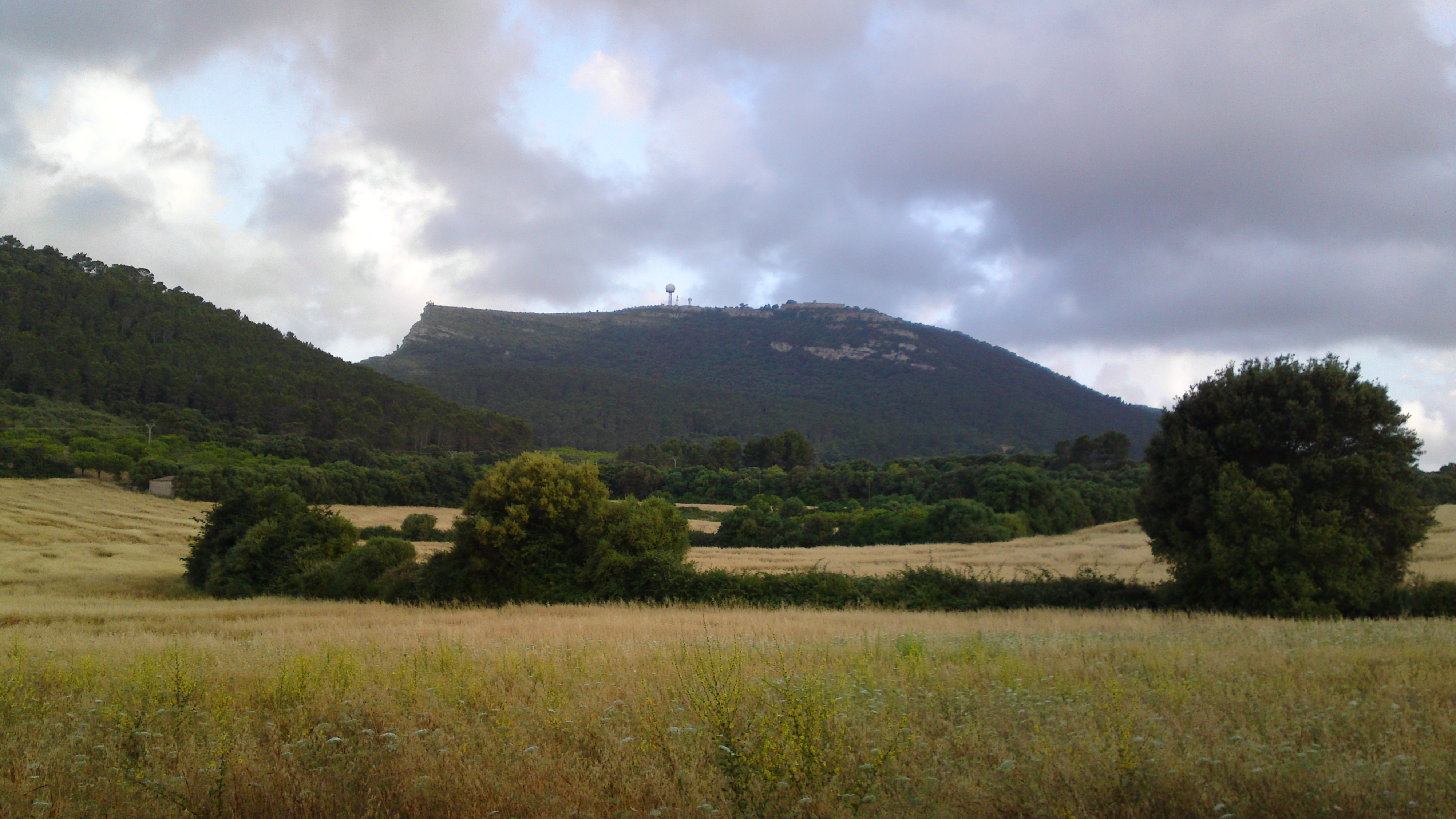
El puig de Randa des del pinar de les Gatoves (Algaida)